# 山岡武
山岡 武（やまおか たけし、1891年 - 1982年5月）は、日本の技術者、実業家。

## 略歴
長野県岡谷市出身。長野県立諏訪中学校（現・長野県諏訪清陵高等学校）を経て、1917年東京帝国大学工科大学冶金学科卒業、官営八幡製鐵所（現・日本製鉄八幡製鉄所）入所。第2製銑課長、日本製鐵（現・日本製鉄）本店技術部長、広畑製鉄所製銑部長兼化工部長、同所技師長、同社常務取締役、同社代表精算人、同社監査役、日本鉄鋼協会会長を歴任。
官営八幡製鐵所、日本製鐵在職中は、製銑設備の拡充、改良に努めた。1981年日本鉄鋼協会共同研究賞（山岡賞）が設けられ、鉄鋼の学術技術における共同研究に多大な功績のあったグループに授与されている。